# Rubén Rodríguez (futbolista uruguayo)
Rúben Daniel «Pipa» Rodríguez Hernández (Montevideo, 26 de octubre de 1967) es un exfutbolista uruguayo. Jugaba de portero y militó en diversos clubes de Uruguay, Argentina, Chile, Paraguay y Colombia.

## Clubes
| Club               | País      | Año       |
| ------------------ | --------- | --------- |
| El Porvenir        | Argentina | 1986-1988 |
| Arsenal de Sarandí | Argentina | 1988-1989 |
| Sportivo Cerrito   | Uruguay   | 1990-1992 |
| Cerro              | Uruguay   | 1993-1996 |
| Palestino          | Chile     | 1996-1997 |
| Rentistas          | Uruguay   | 1997      |
| Deportivo Pesquero | Perú      | 1998      |
| Miramar Misiones   | Uruguay   | 1998      |
| San Eugenio        | Uruguay   | 1999      |
| Guaraní            | Paraguay  | 2000      |
| Sud América        | Uruguay   | 2001-2002 |
| El Tanque Sisley   | Uruguay   | 2003      |